# Robert Bennett (Leichtathlet)
Robert Bennett (Robert Howard „Bob“ Bennett; * 9. August 1919 in Providence; † 13. Dezember 1974) war ein US-amerikanischer Hammerwerfer.
1947 und 1948 wurde er US-Meister. Bei den Olympischen Spielen 1948 in London gewann er die Bronzemedaille.
Sein Bestweite von 56,05 m erzielte der Student der University of Maine 1940.